# Gare de Biskra
La gare de Biskra est une gare ferroviaire algérienne située sur le territoire de la commune de Biskra, dans la wilaya de Biskra, au nord-est du Sahara algérien.

## Situation ferroviaire
La gare est située au nord de la ville de Biskra, sur la ligne d'El Guerrah à Touggourt. Elle est précédée de la gare d'El Outaya et suivie de celle d'El M'Ghair. Lors de la création de la ligne de Biskra à Touggourt, la gare de Biskra était suivie de la gare d'Oumache, gare désormais fermée.

## Service des voyageurs

### Desserte
La gare de Biskra est desservie par :
- les trains grandes lignes de la liaison Alger - Touggourt[1],[2],[3] ;

- les trains régionaux de la liaison Constantine - Biskra[4],[5],[6].